# Spytków
Spytków est une localité polonaise de la gmina et du powiat de Zgorzelec en voïvodie de Basse-Silésie.